# De erfenis van Nonkel Bibber
 De erfenis van Nonkel Bibber  is een verhaal uit de Belgische stripreeks Piet Pienter en Bert Bibber van Pom.
Het verhaal verscheen voor het eerst in Gazet Van Antwerpen van 10 september 1980 tot 26 december 1980 en als nummer 36 in de reeks bij De Vlijt.

## Personages
- Piet Pienter
- Bert Bibber
- Susan
- Professor Kumulus
- Kommissaris Knobbel
- Meneer Ryckebroer
- Buurman Tireliet
- Philomena Happelspijs

## Albumversies
De erfenis van Nonkel Bibber verscheen in 1980 als album 36 bij uitgeverij De Vlijt. In 1997 gaf uitgeverij De Standaard het album opnieuw uit. Uitgeverij 't Mannekesblad deed hetzelfde in 2015.